# Ополовник рудоголовий
Ополовник рудоголовий (Aegithalos concinnus) — вид горобцеподібних птахів родини довгохвостосиницевих (Aegithalidae).

## Поширення
Вид поширений від південно-західних схилів Гімалаїв до північно-східного Індокитаю і на північ до річки Хуанхе. Ізольовані популяції також є на Хайнані, Тайвані і в прикордонному районі між В'єтнамом, Камбоджею та Лаосом.

## Опис
Птах завдовжки 10,5 см, вагою 4-9 г. Тіло пухке з великою округлою головою, з коротким конічним дзьобом, загостреними крилами та довгим хвостом. Маківка голови помаранчева. Решта голови чорна, за винятком білих вусів. Горло чорне. Верхня частина грудей біла. Спина, крила та хвіст темно-сірі. Боки руді.

## Спосіб життя
Живе як у відкритому широколистому лісі, так і в сосновому лісі, зазвичай зустрічається на середній висоті. Трапляється у зграях до 40 птахів. Живиться дрібними комахами та павуками, а також дрібним насінням, плодами та ягодами. Сезон розмноження триває з березня по травень. Моногамні птахи. Пара ізолюється від зграї в період спаровування. Гніздо у формі мішка збудоване з моху та лишайників і звисає з гілок дерев. У гнізді 4-10 яєць. Інкубація триває два тижні. Годують і доглядають за потомством обидва батьки. Пташенята залишають гніздо через 20 днів, але залишаються з батьками ще приблизно місяць.